# شهرک خاوران
شهرک خاوران یک شهرک مسکونی در حال ساخت واقع در شهر تبریز و در حوزهٔ استحفاظی شهرداری منطقهٔ ۹ این شهر است. این شهرک در ارتفاع ۱۷۰۰ متری از دریا واقع شده و کاملا مشرف به بافت اصلی شهر می‌باشد.

## ایستگاه مترو شهرک خاوران
قرار است پس از توسعه خط دوم مترو تبریز، مترو وارد شهرک خاوران شده و یک ایستگاه مشترک برای راه آهن خاوران _ میانه و ایستگاه مترو شهرک خاوران احداث شود.

## زمین اصلی
حدود بیش از نیمی از شهرک مدرن خاوران، در زمین های زرنق احداث شده است و پس از توسعه شهرک زرنق به خاوران ملحق خواهد شد.

## ساخت
بعد از گذشت حدود بیست سال از تملک اراضی شهرک خاوران ساخت و ساز در این شهرک در تاریخ ۱۵ آذر ماه سال ۱۳۸۹ به صورت رسمی آغاز شد. سالیانه تعداد پروژه های اجرایی شهرک رو به افزایش می باشد.
انبوه سازان اتاق بازرگانی استان آنتالیای ترکیه نیز برای سرمایه‌گذاری در این شهرک اعلام آمادگی کردند. 

## ویژگی‌ها
جمعیت پیش‌بینی شده قبلی برای اسکان در شهرک خاوران ۱۶۰ هزار نفر و مساحت آن ۸۲۰ هکتار اعلام شده‌ بود که ادامه روند شهرسازی در این منطقه با مشکل مواجه شده است.. الگوی ساخت شهرک خاوران متفاوت ازبافت کلی شهر تبریز بوده و واحدهای مسکونی در آن به صورت ویلایی در متراژهای بالای ۳۲۰ متر احداث می‌شوند. آزادراه تهران-تبریز نیز از جوار این شهرک عبور می کند.
در شهرک خاوران، برای اولین بار در ایران، تونل مشترک برای استفاده شرکت‌های آب، برق، گاز و مخابرات در حال اجرا می باشد.
در حالی که در شهر تبریز، تعداد طبقات بر اساس عرض گذر، تأمین پارکینگ و فضای باز تعیین می‌شود؛ ولی در شهرک خاوران بر اساس مساحت قطعات، تعداد طبقات ساختمان تعیین می‌شود؛ این در حالی است که دراین شهرک، گذر زیر ۱۲ متر وجود ندارد.
این شهرک در مساحت ۸۲۰ هکتار از شمال به جاده باسمنج، از جنوب به بزرگراه تبریز–تهران، از شرق جاده زرنق و از غرب آزادراه کسایی و پیامبر اعظم متصل می‌شود. شهرک خاوران متشکل از ۳۵۰ هکتار، خود شهرک خاوران، ۳۲۰ هکتار آذران و ۱۲۰ هکتار اراضی فتح آباد است که خود روستای فتح‌آباد نیز در داخل شهرک واقع شده و جزو محدوده شهرداری منطقه ۹ است.

## پروژه‌های در حال ساخت

### کمربند سبزخاوران
کمربند سبز، یکی از راهکارهای مهار گرد و غبار است که  معمولاً برای اجرای طرح کمربند سبز از گونه‌های سازگار، ماندگار و مناسب با شرایط اقلیمی شهرهای مورد نظر استفاده می‌شود که این طرح می‌تواند فضای سبز مناطق حاشیه‌ای شهر باشد، در این کمربندهای سبز انواع مجموعه‌های فضای سبز تفریحی، ورزشی و گردشگری ایجاد می‌شود.
ایجاد کمربند سبز در اطراف شهرها می‌تواند در فروکش کردن گرد و غبار منطقه مؤثر باشد و تا حدی مشکل گرد و غباری که در شهرها مشاهده می‌شود و با وزش کم‌ترین باد، خاک فراوانی به هوا بلند می‌شود را کاهش دهد. در اردیبهشت ماه سال ۱۳۹۰، شهرداری منطقه ۹ تبریز، اقدام به ایجاد کمربند سبز در مساحتی نزدیک به ۱۰ هکتار در محدوده شهرک خاوران نموده‌است.

### پارک آبیخاوران
احداث مجموعه تفریحی دنیای موج خاوران در دی ماه ۹۴  وارد فاز اجرایی شد و خاکبرداری این مجموعه توریستی تفریحی آغاز شد . این مجموعه تفریحی و اقامتی  توسط سرمایه گذار تبریزی آقای مهندس شفاعی در زمینی به وسعت ۴۰۰۰۰ متر مربع  در شهرک خاوران  و در کنار آزاد راه پیامبر اعظم  در حال احداث است که در فاز اول طرح، پارک آبی ، در فضایی به وسعت ۳۵۰۰۰متر مربع  به صورت سرپوشیده و کاملا مدرن احداث میشود  و تنها برای این فاز ۱۲۰۰ میلیارد ریال اعتبار پیش بینی شده است. این طرح در فازهای تکمیلی امکانات و زیرساخت هایی چون هتل ۵ ستاره ، مراکز متعدد خرید، تالارها و سالن های همایش، رستوران ، کافی شاپ ، تالارهای عروسی ،مسجد آبی و دیگر امکانات رفاهی و تفریحی را در بر خواهد گرفت. در ساخت این مجموعه از شرکت بین المللی آبی white water کانادا به عنوان مشاور طرح استفاده شده است که طبق استانداردهای مقرره این شرکت ،میبایست قسمتی از طبقه زیر زمین  به تاسیسات پارک آبی اختصاص یابد تا خدمات و تعمیرات احتمالی فورا و بدون حضور تعمیر کاران در داخل مجموعه انجام شود .به همین منظور تونل آدم رو این مجموعه با هزینه یک میلیارد تومان اجرایی شده است که در خاورمیانه کم نظیر می باشد. از نکات قابل توجه این پارک آبی وسعت بسیار زیاد آن میباشد که قرار است پارک آبی این مجموعه ۳۵ هزار  متر مربع وسعت داشته باشد که بزرگترین پارک آبی سرپوشیده کشور لقب میگیرد.

#### مسجدآبی خاوران
در ۴ تیر ماه ۱۳۹۰ عملیات اجرایی اولین مسجد آبی جهان و مجهزترین پارک آبی ایران در این شهرک آغاز شد. طرح مسجد آبی با کلیت ۹۰ درصد آب در بخش‌های مختلفی مانند نما، ستون‌ها، مناره‌ها، گنبد، دیوارها، پله‌ها و دیگر بخش‌های معماری آن در فضایی به وسعت ۱۲۴ هزار متر مربع با نشانه‌ها و نمادهایی از بهشت و دین اسلام احداث می‌شود. پارک آبی نیز که به عنوان فاز نخست بزرگ‌ترین مجموعه رفاهی، تفریحی و خدماتی در شهرک خاوران احداث می‌شود در فضایی به وسعت ۱۴ هزار مترمربع ساخته می‌شود.

### آسمان خراشخاوران
بلندترین برج ایران در ۶۵ طبقه، ارتفاع ۱۹۰ متر و زیربنای حدود ۵۹٫۰۰۰ مترمربع با کاربری تجاری، هتل، خدماتی، رفاهی، شهربازی و پارکینگ، توسط یکی از شرکت‌های سرمایه‌گذاری خارجی، در شهرک خاوران احداث می‌شود. برآورد هزینه احداث این آسمان خراش، ۲۳ هزار و ۵۱۰ میلیارد ریال است که آورده شهرداری تبریز (زمین و پروانه ساخت) هفت هزار و ۸۲۴ میلیارد ریال و آورده سرمایه‌گذاری نیز ۱۵ هزار و ۶۸۵ میلیارد ریال خواهد بود...

### هایپرمارکتکارفورخاوران
پروژه احداث بزرگترین هایپرمارکت ایران با مشارکت شرکت فرانسوی کارفور و یک شرکت ترکیه‌ای در زمینی به مساحت ۱۴ هکتار در حال اجرا می باشد.
این مجتمع  دو پردیس سینمایی  و شهربازی سرپوشیده را نیز در بر خواهد گرفت.

### پل خلعت پوشان خاوران
پل خلعت پوشان خاوران به عنوان یکی از پروژه‌های مهم تبریز و شهرک خاوران مطرح می باشد که میدان بسیج را به خاوران متصل می‌کند، این طرح با اعتبار 24 میلیارد تومان در سال 1397 به طور رسمی کلنگ‌زنی شد.

### دهکده سلامت خاوران
با امضاء تفاهمنامه سرمایه‌گذاری مشارکتی در طرح دهکده سلامت شهرداری تبریز، مجتمع تخصصی ارائه خدمات پزشکی و درمانی، به وسعت ۱۰ هکتار در منطقه خاوران ایجاد می‌شود. با ایجاد دهکده سلامت شهرداری تبریز و انتقال واحدهای پزشکی و درمانگاهی شهر به مناطق در حال توسعه، ترافیک مراجعات پزشکی و درمانی از نقاط مرکزی شهر کاسته شده و سطح کمی و کیفی خدمات پزشکی نیز ارتقاء می‌یابد. کلینیک‌های تخصصی درمانی، مرکز همایش‌های بهداشت و سلامت، مرکز طب سالمندان، مراکز عرضه لوازم و تجهیزات پزشکی و بهداشتی و دپارتمان تخصصی‌های پزشکی، در کنار مراکز خدماتی و رفاهی، از جمله جزئیات پیش‌بینی شده جهت اجرای دهکده سلامت شهرداری تبریز است.

### مرکز همایش های بین المللی خاوران
مرکز همایش های بین المللی تبریز در شهرک خاوران و در ضلع غربی مجتمع فرهنگی ورزشی خاوران واقع شده است. این مرکز شامل یک سالن ۱۵۰۰ نفری، ۲ سالن کنفرانس و آمفی تئاتر ۱۲۰ و ۸۰ نفری و ۲ کلاس آموزشی است.

### سایر پروژه های اجرایی شهرک خاوران
- باشگاه گسترش فولاد تبریز قصد احداث یک ورزشگاه چهل هزاری نفری را دراین منطقه دارد و برای این کار همه مقدمات را فراهم کرده‌است. نقشه این ورزشگاه به شکلی تهیه شده که شباهت فراوانی به ورزشگاه‌های اروپایی داشته و با پیشرفته‌ترین امکانات احداث خواهد شد.[۱۲][۱۳]
- باشگاه شهرداری تبریز چندین زمین تمرینی برای برگزاری بازی‌های دوستانه و تمرینات این تیم در این شهرک ایجاد می‌کند.[۱۴]
- بیمارستان فوق تخصصی سرطان کودکان.[۵]

- بیمارستان تأمین اجتماعی با اعتباری بالغ بر ۵ هزار میلیارد ریال.[۵]
- مجتمع فرهنگی – ورزشی خاوران با زیر بنایی بالغ بر ۷٬۰۰۰ متر مربع متشکل از فرهنگسرا، سالن ورزشی چند منظوره در مساحت ۲٬۰۰۰ متر مربع، استخر با گنجایش ۲۰۰ نفر و سالن بدنسازی.[۵]
- مجتمع آموزشی – خدماتی خاوران در زیربنایی به وسعت ۸٬۰۰۰ متر شامل سالن همایش خاوران با ظرفیت ۱٬۵۰۰ نفر، ۲ پردیس سینمایی به ظرفیت ۵۰ نفر، سالن‌های برگزاری کلاس‌های آموزشی و سالن خدماتی به وسعت ۱٬۰۰۰ متر مربع.[۵]